# Samaqiyat
Al-Samaqiyat, cũng đánh vần al-Summaqiyat hoặc Smaqiyat (tiếng Ả Rập: السماقيات), là một ngôi làng ở miền nam Syria, một phần hành chính của Tỉnh Daraa, nằm ở phía đông Daraa và phía nam Bosra. Các địa phương lân cận khác bao gồm al-Mataaiya ở phía tây và Samad ở phía đông bắc. Theo Cục Thống kê Trung ương Syria (CBS), Samaqiyat có dân số 511 trong cuộc điều tra dân số năm 2004.

## Lịch sử
Samaqiyat là một ngôi làng bị bỏ hoang từ năm 1890, nhưng được các Kitô hữu tái định cư vào năm 1895, khi ngôi làng có khoảng mười một gia đình. Dân số tăng lên hai mươi lăm gia đình vào năm 1905. Bởi vì vị trí của nó trong thảo nguyên sa mạc Hamad, vùng đất của nó khô ráo. Nó cũng trải qua các cuộc đột kích của Druze từ ngọn núi Jabal al-Druze lân cận và bởi các bộ lạc Bedouin hoạt động trong khu vực. Bedouin tràn ngập khu vực xung quanh ngôi làng vào năm 1909.